# Francisco Solano del Corro
Francisco Solano del Corro (Salta, c. 1795, - c. 1840) fue un militar argentino, que participó en la Guerra de Independencia de la Argentina y se destacó en los enfrentamientos conocidos como Anarquía del Año XX.

## Datos biográficos
Hijo de Theodoro del Corro, hacendado de Salta y hermano de Toribio del Corro, miembro del cabildo de San Miguel de Tucumán en 1810, se enroló en el Ejército del Norte en la época de la batalla de Salta, y pasó posteriormente a las fuerzas del gobernador Martín Miguel de Güemes. En diciembre de 1817 pidió ser trasladado al Ejército de los Andes.
Participó de la campaña a Chile, combatiendo como oficial en las batallas de Chacabuco, Cancha Rayada y Maipú. Regresó a Cuyo con su unidad y formó parte de la guarnición de San Juan, donde fue ascendido a teniente. Su prestigio entre la tropa era importante, realzado por su fama como payador.

## La revolución en San Juan
A principios de 1820, era parte del batallón Nro 1, de Cazadores de los Andes. Influenciados por los opositores al gobierno de Toribio de Luzuriaga y José Ignacio de la Roza, el capitán Mariano Mendizábal y el teniente Del Corro organizaron una revolución, que estalló el 8 de enero —exactamente el día anterior del famoso motín de Arequito, con el cual no tuvo relación alguna— y terminó con los jefes del Ejército de los Andes presos. Mendizábal fue nombrado gobernador por el cabildo, que también nombró de Del Corro comandante de armas, con el grado de coronel.
Al mando de las fuerzas militares de la provincia —incluido el regimiento de Cazadores— anunció que se dirigía a Salta, a unirse a la guerra de la Independencia en el frente norte. Pero al saber que Luzuriaga, gobernador de Cuyo, mandaba tropas a deponer a Mendizábal, retrocedió a Mendoza e invadió esa provincia, acampando en Jocolí. Luzuriaga renunció, pero las milicias mendocinas avanzaron contra Del Corro, que se retiró hacia el norte. Envió un escuadrón a detener al coronel Severo García de Sequeira, excomandante de los Cazadores, que fue asesinado. A sus fuerzas se unió un cuerpo llegado desde Mendoza, también alzado contra Luzuriaga, al mando de Francisco, uno de los hermanos del fraile José Félix Aldao.
A fines de marzo, el cabildo sanjuanino depuso a Mendizábal y nombró gobernador a José Ignacio Maradona, manteniendo a Del Corro en el mando militar.

## Invasión a La Rioja y Tucumán
Del Corro seguía decidido a marchar hacia el norte para unirse a Güemes, de modo que avanzó hacia el norte, ingresando en la provincia de La Rioja, donde el gobernador Francisco Ortiz de Ocampo les negó el paso, considerándolos rebeldes y responsables por la muerte de García de Sequeira. Se enfrentaron en la Posta de los Colorados, cerca de Patquía, donde el improvisado ejército de Ocampo —en el que las únicas tropas útiles eran las del comandante de los Llanos, Facundo Quiroga— fue rápidamente derrotado.
Ocupó la ciudad de La Rioja y se dedicó a reunir contribuciones forzosas para sus fuerzas. Mientras tanto, Quiroga reunió nuevamente a sus hombres en el sur de la provincia, mientras Francisco Aldao arrestaba a Del Corro. De modo que los escasos ochenta hombres de al mando de Quiroga enfrentaron a un ejército invasor debilitado, derrotándolo en las calles de La Rioja; esa fue la primera victoria del famoso caudillo.
Del Corro logró salir de La Rioja con un pequeño resto de sus fuerzas, camino a Salta. Antes de entrar en esa provincia, la mayor parte de estos hombres desertaron y regresaron a La Rioja, donde fueron unidos —junto con los hombres y armas de Aldao— al ejército provincial riojano, y participaron en las guerras civiles argentinas durante los siguientes quince años.
De alguna forma, Del Corro logró pasar a través de Catamarca y seguir hacia Tucumán, reuniendo algunos dispersos y formando una pequeña montonera. Al llegar al Manantial, cerca de Tucumán, fueron derrotados por los hombres del gobernador Bernabé Aráoz.
Permaneció preso hasta que el gobernador Aráoz fue depuesto, oportunidad que aprovechó para huir a Salta. Esta vez marchó solo y pudo mantenerse oculto. Vivió los siguientes años como pequeño agricultor en el sur de Salta, y se desconoce la fecha de su fallecimiento.
No tuvo hijos, aunque actualmente existen parientes por vía sanguínea con los apellidos "del Corro".